# Município de Wheeling (condado de Guernsey, Ohio)
O município de Wheeling (em inglês: Wheeling Township) é um município localizado no condado de Guernsey no estado estadounidense de Ohio. No ano de 2010 tinha uma população de 686 habitantes e uma densidade populacional de 8,21 pessoas por km².

## Geografia
O município de Wheeling encontra-se localizado nas coordenadas 40° 11′ 22″ N, 81° 36′ 05″ O. Segundo a Departamento do Censo dos Estados Unidos, o município tem uma superfície total de 83.53 km², da qual 83,53 km² correspondem a terra firme e (0 %) 0 km² é água.

## Demografia
Segundo o censo de 2010, tinha 686 pessoas residindo no município de Wheeling. A densidade populacional era de 8,21 hab./km². Dos 686 habitantes, o município de Wheeling estava composto pelo 98,1 % brancos, o 0,29 % eram afroamericanos, o 0,15 % eram amerindios, o 0,15 % eram asiáticos, o 0,44 % eram insulares do Pacífico e o 0,87 % eram de uma mistura de raças. Do total da população o 0,44 % eram hispanos ou latinos de qualquer raça.